# Estrid Dyekjær
Estrid Dyekjær (født 29. juli 1979 i Esbjerg) er en dansk forfatter.

## Baggrund
Estrid Dyekjær er uddannet cand.merc. fra Handelshøjskolen i Århus og havde en karriere bag sig indenfor salg, markedsføring og personaleledelse inden hun valgte at blive forfatter.

## Forfatterkarriere
Estrid Dyekjærs debutroman To Liv (2019) tager udgangspunkt i en løgn, der bliver afgørende for de følelser et par tager med sig ind i ægteskabet. Et motiv i den efterfølgende roman Andres liv (2020) er, hvordan mennesker fortæller deres egen historie for andre, og hvor det at have sin egen oplevelse af historien styrer ens liv og valg..
Dyekjær har desuden udgivet børneromanen Det Røde Lyn (2019) samt redigeret og bidraget til novellesamlingen "Hvor Du Er".
I 2021 udkom hendes fjerde roman Kvotekvinde, der er en romantisk roman, der beskriver arbejdsmiljøet i en virksomhed, hvor man er ansat til at fylde en kvote, og skrevet "ikke uden humor".
Forfatteren blev i 2020 nomineret til Edvard P. Biblioteksprisen for sit forfatterskab og blev ligesom en række andre forfattere samme år tildelt Skulderklaplegatet, der uddeles af foreningen Danske Skønlitterære Forfattere.